# BD+14°4559 b

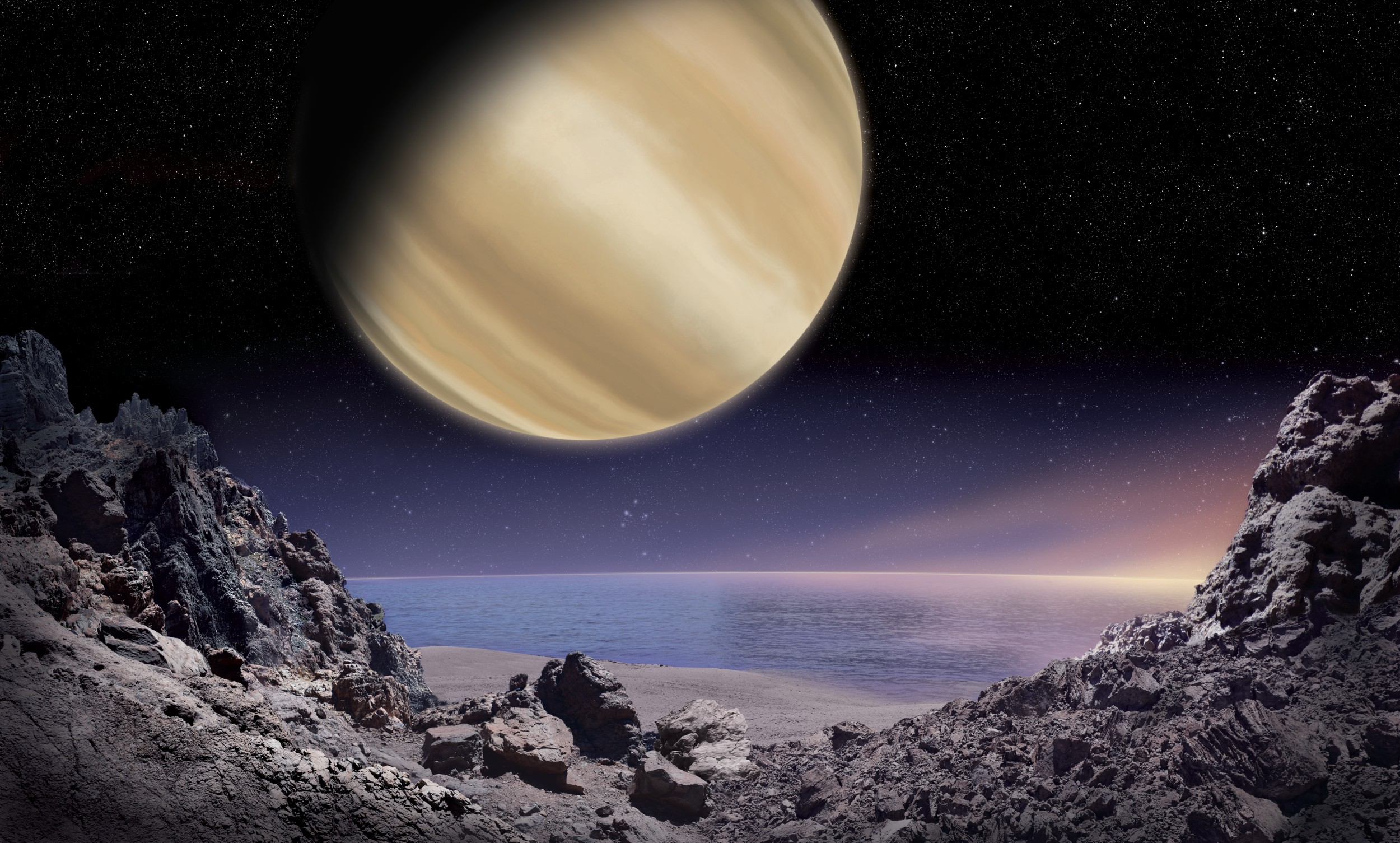

BD+14°4559 b는 페가수스자리 방향으로 지구로부터 약 163광년 떨어진 곳에 있는 10등급 주계열성 BD+14°4559를 돌고 있는 외계 행성이다. 최소 질량은 목성의 147퍼센트이며 한 번 항성을 도는 데 필요한 시간은 지구의 74퍼센트 정도이다. 2009년 6월 10일 칠레 소재 라 실라 천문대의 하비-에버리 망원경을 이용, 발견되었다.

## 같이 보기
- BD+20°2457 b
- BD+20°2457 c
- HD 240210 b

## 참고 문헌
- A. Niedzielski, G. Nowak, M. Adamów, A. Wolszczan (2009). “Substellar-mass companions to the K-dwarf BD +14 4559 and the K-giants HD 240210 and BD +20 2457”. 2009년 7월 21일에 확인함.